# Moncef Djebali
Moncef Djebali (* 23. Februar 1957 in Medjez el-Bab, Tunesien; † 7. November 2009 in Le Touquet-Paris-Plage, Frankreich) war ein tunesisch-französischer Fußballspieler, der als Stürmer aktiv war.
Djebali begann seine Karriere beim Klub AS Gardanne in der provenzalischen Kleinstadt Gardanne. 1977 wechselte er mit 20 Jahren in die erste Liga zum RC Lens, der in der Vorsaison Vizemeister geworden war. In seiner ersten Saison bestritt er dort 20 Ligaspiele und erzielte dabei zwei Tore. Dazu kam er auf vier Europapokaleinsätze, bei denen er drei Tore erzielte. Am Ende der Saison stieg der Verein ab, 1979 gelang der direkte Wiederaufstieg. 1980 verließ Djebali den Verein und wechselte zu Olympique Marseille. Für die damalige Zweitligamannschaft lief er 16 Mal auf, bevor er 1981 den Verein wieder verließ. Er wechselte zum Stade Laval, wo er 17 Spiele in der ersten Liga bestritt. Djebali ging 1982 zum SC Amiens, der damals nur in der dritten Liga spielte. Zum Abschluss seiner Karriere lief er Jahre später für den Verein AFC Le Touquet auf, allerdings absolvierte er dabei nur noch zwei Zweitliga-Spiele. Insgesamt kommt Djebali auf 44 Einsätze in der ersten Liga, bei denen er zwei Tore erzielte.
Nach Beendigung seiner Karriere war Djebali für die Stadtverwaltung von Le Touquet-Paris-Plage tätig. Dort starb er am 7. November 2009 im Alter von 52 Jahren an einem Herzinfarkt.